# Трайдент (ракета)

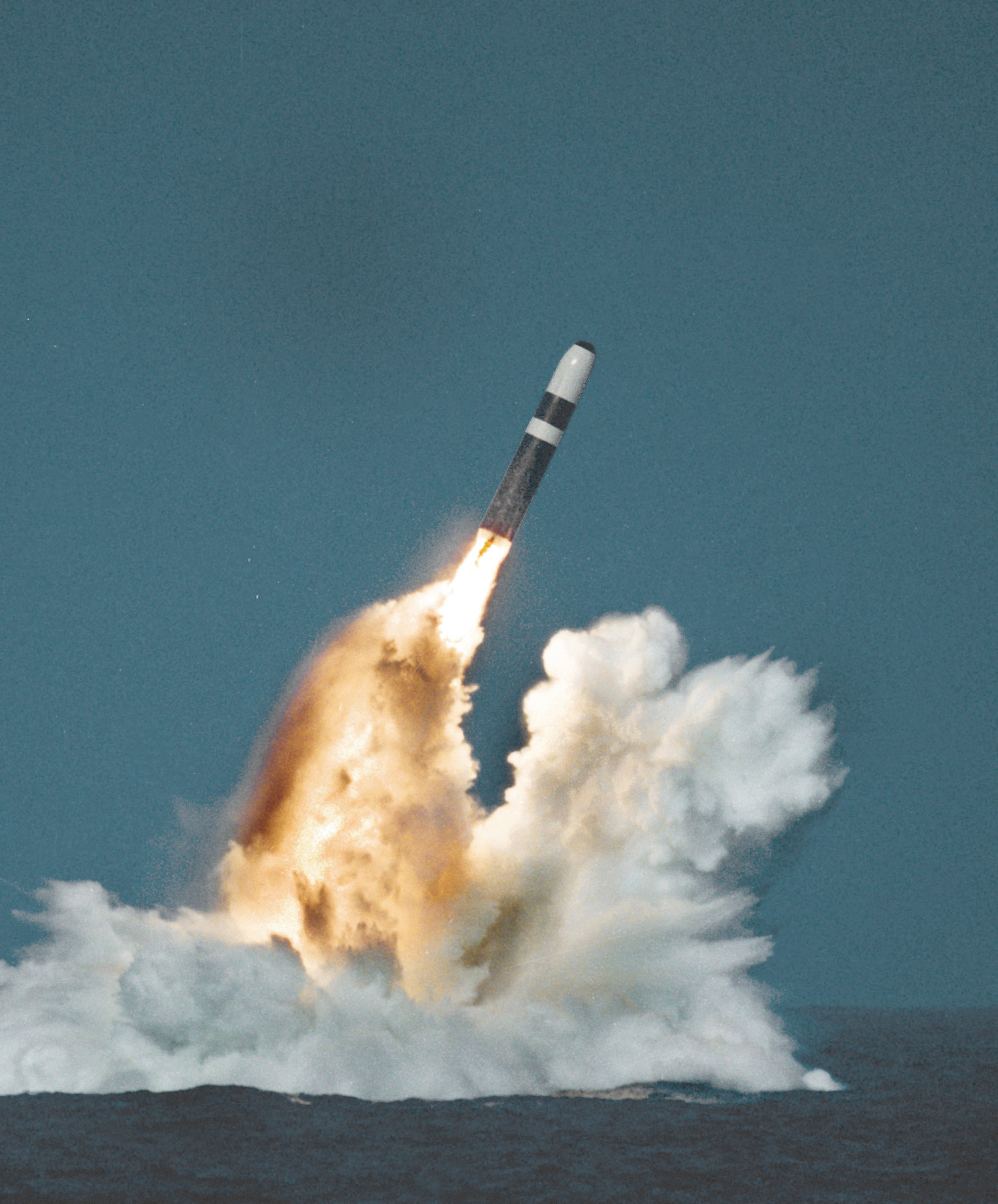
Запуск ракети Lockheed UGM-133A Трайдент II (D5) з підводного човна

«Трайдент» (англ. Trident — «тризуб») — сімейство ядерних балістичних ракет морського базування, обладнаних головними частинами, що розділяються на блоки індивідуального наведення. Призначені для розміщення на підводних човнах. Основним розробником був підрозділ Lockheed Martin Space Systems компанії Локгід Мартін.

## Історія розробки
З другої половини 70-х років починається трансформація поглядів американського політичного керівництва на перспективи ядерної війни. Враховуючи думку більшості вчених про згубність для США навіть радянського удару у відповідь, воно вирішило прийняти теорію обмеженої ядерної війни для одного театру воєнних дій, а саме європейського. Для її здійснення були необхідні нові ядерні озброєння.
1 листопада 1966 Міністерство оборони США розпочало дослідницьку роботу зі стратегічних озброєнь «STRAT-X». Спочатку метою програми була оцінка проєкту нової стратегічної ракети, запропонованої ВВС США — майбутньої «МХ». Проте під керівництвом Роберта Мак-Намари сформулювали правила оцінки, згідно з якими одночасно повинні оцінюватися пропозиції інших родів військ. При розгляді варіантів проводився розрахунок вартості створюваного комплексу озброєнь з урахуванням створення всієї інфраструктури базування. Проводилася оцінка кількості бойових зарядів, що виживуть після ядерного удару супротивника. Отримана вартість бойових зарядів, що виживуть, була основним критерієм оцінки. Від ВПС США, крім МБР з розгортанням у шахті підвищеної захищеності, надійшов на розгляд варіант використання нового бомбардувальника B-1.
ВМС запропонували систему стратегічного озброєння «ULMS» (англ. Undersea Long-range Missile System). Основою системи були підводні човни з новими ракетами збільшеної дальності «EXPO» (англ. EXpanded «POseidon»). Дальність ракети дозволяла випускати весь боєкомплект одразу після виходу з бази.
Програма «ULMS» перемогла на конкурсі «STRAT-X». Заступником міністра оборони США було схвалено рішення координаційного комітету ВМФ ({1/}) № 67 від 14 вересня 1971 року по «ULMS». Був затверджений поетапний розвиток програми. На першому етапі в межах програми «EXPO» створювалася ракета «Трайдент I С-4» збільшеної дальності в габаритах ракети «Посайдон» і розробка нової ПЧАРБ типу «Огайо». А в межах другого етапу «ULMS» II — створення ракети великих габаритів — «Трайдент II D5» з підвищеною дальністю. Рішенням міністра від 23 грудня 1971 до бюджету ВМС було закладено прискорений графік робіт із планованим розгортанням ракет у 1978 році.
Усвідомлюючи неможливість отримання нової ПЧАРБ раніше кінця 70-х років в ТТЗ на «Трайдент I С-4» було додано обмеження по габаритах. Вона повинна була вписатися в габарити ракети «Посейдон». Це дозволяло переозброїти новими ракетами тридцять одну ПЧАРБ типу «Лафаєт». На кожну ПЧАРБ мало бути встановлено 16 ракет. Також з ракетами «Трайдент-С4» повинні були ввести в дію 8 човнів нового покоління типу «Огайо» з 24 такими ж ракетами. Через фінансові обмеження, кількість ПЧАРБ типу «Лафаєт», що підлягали переобладнанню, було скорочено до 12. Ними стали 6 човнів типу «Джеймс Медісон» і 6 типу «Бенджамін Франклін».
На другому етапі передбачалося побудувати ще 14 ПЧАРБ типу «Огайо» і озброїти всі човни цього проєкту нової БРПЛ «Трайдент II-D5» з вищими тактико-технічними характеристиками. У зв'язку з необхідністю скорочення ядерних озброєнь згідно з договором СНО-2, з ракетами «Трайдент II-D5» було побудовано всього 10 човнів другої серії. А з 8 човнів першої серії були переобладнані на нові ракети тільки 4 ПЧАРБ.
На сьогодні ПЧАРБ типу «Джеймс Медісон» і типу «Бенджамін Франклін» виведені зі складу флоту. А станом на 2009 рік всі 14 ПЧАРБ типу «Огайо» перебувають на озброєнні, оснащені «Трайдент II-D5». Ракета «Трайдент I С-4» знята з озброєння.
У межах програми «швидкого глобального удару» ведуться розробки з оснащення ракет «Trident II» неядерними бойовими блоками. Можливе використання як бойової частини або РГЧ з вольфрамовим «голками», або моноблочної з масою ВВ до 2 т.
Вартість — $ 30.9 млн.

## Модифікації

### Трайдент I (С4) (англ.UGM-96A "Trident-I" C4)
Генеральний підрядник — фірма «Lockheed Missiles and Space Company». На озброєння ВМС США прийнята в 1979 році. Ракета знята з озброєння.

### Трайдент II (D5) (англ.UGM-133A "Trident-II" D5)
У 1990 році фірмою «Lockheed Missiles and Space Company» були завершені випробування нової балістичної ракети підводних човнів (БРПЧ) «Trident-2» і вона була прийнята на озброєння.

### Порівняльні характеристики модифікацій
| Характеристика                                         | UGM-96A «Trident-I» C4 | UGM-133A «Trident-II» D5                                            |
| ------------------------------------------------------ | ---------------------- | ------------------------------------------------------------------- |
| Стартова маса, кг                                      | 32000                  | 59000                                                               |
| Максимальний вага, що закидається, кг                  | 1280                   | 2800                                                                |
| Боєголовки                                             | - 8 W76 (100кТ)        | - 8 W88 (475кТ) або - 14 W76 (100кТ)                                |
| Тип системи наведення                                  | інерціальна            | інерціальна + астрокоррекція + GPS                                  |
| КВО, м                                                 | 360—500 [джерело?]     | - 90 з GPS - 120 з астрокоррекцією - 350—500 інерціальна [джерело?] |
| Дальність - максимальна - з максимальним навантаженням | - 7400                 | - 11000 - 7600 (8 W88)                                              |
| Довжина, м                                             | 10,36                  | 13,42                                                               |
| Діаметр, м                                             | 1,88                   | 2,11                                                                |
| Кількість Х Тип ступенів                               | 3 РДТТ                 | 3 РДТТ                                                              |

## Внесок у ядерний арсенал США
У 2008 році на частку ракет Трайдент припадає 32 % розгорнутих ядерних боєголовок США. На 14 атомних субмаринах розміщено 288 балістичних ракет. Загальне число боєголовок — 1728, з них 384 — по 455 кт.